# Whitney Cummings
Whitney Cummings (Washington, 4 settembre 1982) è una comica, attrice, sceneggiatrice e produttrice televisiva statunitense.

## Biografia
Incomincia i suoi primi passi nel mondo dello spettacolo con il talk show per ragazzi No Love, No dove partecipa a vari sketch dal 2001 al 2003. Seguono altre partecipazioni e si irruola come comica in vari programmi e cura vari documentari dove nel 2006 fortunatamente conduce per 6 puntate il programma Close-up dove il tema è quello dei pettegolezzi tra i vari protagonisti del programma George Clooney e Jennifer Love Hewitt.
Nel 2009 recita nella serie Comedy tv. e dal 2009 al 2012 è stata ospite nel programma Chelsea Lately per un totale di 44 episodi e in altri programmi, fino alla conferma di un suo programma Love You, Mean It with Withney Cummings. Approda alla carriera di attrice dal 2008 mentre dal 2001 vanta una carriera decennale di oltre 100 tra  partecipazioni, ospitate, sketch. Vanta una carriera come scrittrice e produttrice di 2 Broke Girls e della serie Whitney.

## Filmografia

### Attrice

#### Cinema
- Un amore di testimone (Made of Honor), regia di Paul Weiland (2008)
- The Wedding Ringer - Un testimone in affitto (The Wedding Ringer), regia di Jeremy Garelick (2015)
- The Ridiculous 6, regia di Frank Coraci (2015)
- L'amore criminale (Unforgettable), regia di Denise Di Novi (2017)

#### Televisione
- Half & Half – serie TV, episodio 4x10 (2005)
- A proposito di Brian (What About Brian) – serie TV, episodio 2x04 (2006)
- Tell Me You Love Me – serie TV, episodi 1x03, 1x04, 1x10 (2007)
- Dr. House - Medical Division (House) – serie TV, episodio 5x18 (2009)
- Whitney – serie TV, 38 episodi (2011-2013)
- Undateable – serie TV, episodi 3x08, 3x09, 3x10, 3x12 3x13 (2015-2016)
- Workaholics – serie TV, episodio 6x8 (2016)
- Adam il rompiscatole (Adam Ruins Everything) – serie TV, episodio 2x26 (2018)

### Regista

#### Cinema
- The Female Brain - Donne vs Uomini (The Female Brain) (2017)

## Doppiatrici italiane
- Michela Alborghetti in Un amore di testimone, The Ridiculous 6
- Gemma Donati in L'amore criminale